# Forschiella
Forschiella es un género de foraminífero bentónico de la subfamilia Forschiinae, de la familia Tournayellidae, de la superfamilia Tournayelloidea, del suborden Fusulinina y del orden Fusulinida. Su especie tipo es Forschiella prisca. Su rango cronoestratigráfico abarca el Viseense (Carbonífero inferior).

## Discusión
Algunas clasificaciones más recientes incluyen Forschiella en el suborden Tournayellina, del orden Tournayellida, de la subclase Fusulinana y de la clase Fusulinata.

## Clasificación
Forschiella incluye a las siguientes especies:
- Forschiella gigantea †
- Forschiella mikhailovi †
- Forschiella prisca †